# Blixtschack
Blixtschack är en typ av schack som spelas med synnerligen begränsad betänketid. För att spelet ska klassas som blixtschack krävs att vardera spelare har högst 10 minuter, eller den fasta tiden plus tidstillägg gånger 60 blir högst 10 minuter, på sig för att slutföra schackpartiet. Innan den 1 juli 2014 var gränsen femton minuter. För att kontrollera betänketiden under partiet använder man en schackklocka. Reglerna är vanligtvis i stort sett desamma som vid långa partier, men till skillnad från vid långpartier behöver spelarna inte föra schackprotokoll över utförda drag. Precis som i långschack vinner den spelare som lyckas sätta motståndarens kung schackmatt, eller vars motståndare ger upp partiet. En annan likhet med långschack är att om en spelares tid tar slut, förlorar spelaren även partiet.

## Världsmästare i blixtschack
| Nr | Namn                | År   | Nationalitet  |
| -- | ------------------- | ---- | ------------- |
| 1  | Bobby Fischer       | 1970 | USA           |
| 2  | Michail Tal         | 1988 | Sovjetunionen |
| 3  | Viswanathan Anand   | 2000 | Indien        |
| 4  | Aleksander Grischuk | 2006 | Ryssland      |
| 5  | Vasyl Ivantjuk      | 2007 | Ukraina       |
| 6  | Leinier Domínguez   | 2008 | Kuba          |
| 7  | Magnus Carlsen      | 2009 | Norge         |
| 8  | Levon Aronian       | 2010 | Armenien      |
| 9  | Aleksander Grischuk | 2012 | Ryssland      |
| 10 | Le Quang Liem       | 2013 | Vietnam       |
| 11 | Magnus Carlsen      | 2014 | Norge         |
| 11 | Magnus Carlsen      | 2017 | Norge         |

| Nr | Namn             | År   | Nationalitet |
| -- | ---------------- | ---- | ------------ |
| 1  | Susan Polgar     | 1992 | Ungern       |
| 2  | Kateryna Lahno   | 2010 | Ukraina      |
| 3  | Valentina Gunina | 2012 | Ryssland     |
| 4  | Nana Dzagnidze   | 2017 | Georgien     |

## Bullet och ultrabullet
Det förekommer spel med ännu mindre betänketid per spelare för hela partiet (alltså inte bara ett drag), 3 minuter eller mindre, då kallat bullet; 30 sekunder, då kallat hyperbullet; eller bara 15 sekunder, då kallat ultrabullet.